# Айсида
Айсида — торговая марка «липосомальной» косметики, предназначенная для базового ухода за чувствительной кожей, склонной к аллергии. Содержит в качестве активного вещества так называемый «антисептик-стимулятор Дорогова» (далее АСД), заключённый в липосомы и предлагается также для профилактического лечения хронических дерматитов и дерматозов.
Крем-гель для сухой и чувствительной кожи «Айсида» можно применять в комплексном лечении хронических и аллергических заболеваний кожи как в период обострения, так и в ремиссии: атопического дерматита, псориаза, экземы, сухой и жирной себореи, акне, ксероза кожи, аллергии.

## Исследования
- Снарская Е.С., Кряжева С.С., кафедра кожных и венерических болезней ФППОВ Первого МГМУ им. И.М. Семашко, кафедра дерматовенерологии и дерматоонкологии ФУВ МОНИКИ им. М.Ф. Владимирского. // Российский журнал кожных и венерических болезней. - 2011. - № 3. - с. 8-11. Инновационная липосомальная линия «Айсида» и её место в дерматокосметологической практике. (PDF). Архивировано 17 мая 2012 года.